# Éric Poulat
Éric Poulat (Chaponost, 8 december 1963) is een Franse voetbalscheidsrechter actief op mondiaal niveau. Poulat was een van de in totaal 23 scheidsrechters bij het Wereldkampioenschap voetbal 2006 in Duitsland.
Poulat fluit sinds 2001 op internationaal niveau in dienst van de FIFA, en de UEFA. Hij floot onder andere wedstrijden in de UEFA Cup, UEFA Champions League en in EK- en WK-kwalificatiewedstrijden.

## Statistieken
| evenement                        | wed | Kreeg geel | Kreeg voor de tweede keer geel en dus rood | Weggestuurd |
| -------------------------------- | --- | ---------- | ------------------------------------------ | ----------- |
| Vriendschappelijk                | 3   | 2          | 0                                          | 0           |
| Ligue 1                          | 198 | 774        | 13                                         | 24          |
| UEFA Cup                         | 3   | 9          | 0                                          | 1           |
| UEFA Champions League            | 14  | 48         | 3                                          | 3           |
| EK-kwalificatie 2004             | 2   | 7          | 0                                          | 1           |
| WK-kwalificatie 2006             | 4   | 20         | 0                                          | 0           |
| Wereldkampioenschap voetbal 2006 | 2   | 9          | 0                                          | 0           |
| Totaal                           | 226 | 869        | 16                                         | 29          |

Bijgewerkt t/m 22 augustus 2013.